# Vimenet
Vimenet är en kommun i departementet Aveyron i regionen Occitanien i södra Frankrike. Kommunen ligger  i kantonen Laissac som ligger i arrondissementet Rodez. År 2022 hade Vimenet 249 invånare.

## Befolkningsutveckling
Antalet invånare i kommunen Vimenet
Referens: INSEE